# X-Sat
X-Sat ist ein Erdbeobachtungs- und Technologieerprobungssatellit des Centre for Research in Satellite Technologies. Er war der erste singapurische Satellit.

## Zweck
X-Sat dient der Demonstration von Mikrosatelliten-Technologie des CREST. Das Unternehmen ein Joint-Venture zwischen der Nanyang Technological University und des DSO National Laboratories Singapore.
Die Hauptaufgaben von X-Sat sind:
- Erdbeobachtung und Bildgebung für Umweltanwendungen sowie die Überwachung von Waldbränden und Meeresrötungen mit einem multispektralen 10-Meter-Auflösungsinstrument (drei Spektralbänder im sichtbaren und nahen Infrarotbereich) als primäre Nutzlast.
- Satellitengestützte Datenerfassung und -verteilung und Nachrichtenübertragung über mobile Endgeräte.

Auch zwei sekundäre Nutzlasten sind an Bord:
- Die Parallel Processing Unit: Für das Experimentieren mit COTS-Elektronik und FPGAs, um zuverlässige bildgebende algorithmische Funktionen (Bildauswahl, Klassifikation, Kompression) im Raum durchzuführen.
- Die DLR GPS-Nutzlast: Ein vom Deutschen Zentrum für Luft- und Raumfahrt zur Verfügung gestellter GPS-Empfänger für Experimente an Bord.

## Startvertrag
Der Startvertrag zwischen der ISRO und der NTU für den Start eines Satelliten mit Piggy-Back-Funktion wurde am 24. Januar 2003 unterzeichnet.

## Start
Der Start von X-Sat erfolgte am 20. April 2011 auf einer PSLV-G-Trägerrakete vom Satish Dhawan Space Centre zusammen mit ResourceSat-2 und Youthsat in eine sonnensynchrone Umlaufbahn.